# 한강급 경비함
한강급 경비함은 1981년에 개발되어 대한민국 국민안전처 해양경비안전본부에서 운용하는 1000톤급 경비함이다. 10척이 건조되었으며, 구형 한강1호는 퇴역하고 신형으로 대체되었다.